# Goryphus trochanteratus
Goryphus trochanteratus là một loài tò vò trong họ Ichneumonidae.